# Mitch Gagnon
Mitch Gagnon (Sturgeon Falls, 10 de outubro de 1984) é um lutador canadiano de artes marciais mistas, ele atualmente compete no Peso Galo do Ultimate Fighting Championship.

## Carreira no MMA

### Começo da carreira
Gagnon começou a treinar em 2006 e fez sua estreia profissional no MMA em setembro de 2008. Ele lutou exclusivamente em seu país natal Canadá e acumulou um recorde de 8-1 antes de entrar para o Ultimate Fighting Championship.

### Ultimate Fighting Championship
Gagnon era esperado para fazer sua estreia no UFC no UFC on Fox: Evans vs. Davis contra o participante do The Ultimate Fighter 14 Johnny Bedford. Em 25 de janeiro de 2012, o UFC anunciou que a luta havia sido cancelada devido a um problema no visto de Gagnon.
Gagnon enfrentou Bryan Caraway em 21 de julho de 2012 no UFC 149. Ele perdeu a luta por finalização no terceiro round.
Gagnon em seguida enfrentou Walel Watson em 22 de setembro de 2012 no UFC 152. Ele venceu a luta por finalização no primeiro round.
Gagnon era esperado para enfrentar Issei Tamura em 16 de março de 2013 no UFC 158. No entanto, Gagnon foi forçado a se retirar da luta com uma lesão e foi substituído por T.J. Dillashaw.
Gagnon em seguida enfrentou Dustin Kimura em 21 de setembro de 2013 no UFC 165. Ele venceu a luta por finalização no primeiro round. A vitória também lhe rendeu o prêmio de Finalização da Noite.
Gagnon era esperado para enfrentar Alex Caceres em 7 de dezembro de 2013 no UFC Fight Night: Hunt vs. Pezão. No entanto, a luta foi cancelada na semana que aconteceria o evento devido a um problema de visto de Gagnon, o proibindo de entrar na Austrália.
Gagnon enfrentou o estreante promocional Tim Gorman em 16 de abril de 2014 no UFC Fight Night: Bisping vs. Kennedy. Ele venceu a luta por decisão unânime.
Gagnon era esperado para enfrentar Aljamain Sterling em 4 de outubro de 2014 no UFC Fight Night: MacDonald vs. Saffiedine. No entanto, Sterling se retirou da luta e foi substituído por Rob Font. No entanto, Font se retirou da luta na semana do evento e foi substituído por Roman Salazar. Ele venceu por finalização no primeiro round.
Gagnon enfrentou o ex-campeão da categoria Renan Barão em 20 de dezembro de 2014 no UFC Fight Night: Machida vs. Dollaway, no Brasil. Ele foi derrotado por finalização no terceiro round.

## Títulos
- Ultimate Fighting Championship
  - Luta da Noite (Uma vez)
  - Finalização da Noite (Uma vez)

## Cartel no MMA
| Cartel no MMA   |             |            |
| 17 lutas        | 12 vitórias | 5 derrotas |
| Por nocaute     | 0           | 0          |
| Por finalização | 11          | 2          |
| Por decisão     | 1           | 3          |
| Empates         | 0           | 0          |

| Res.    | Cartel | Oponente            | Método                           | Evento                                    | Data       | Round | Tempo | Local                | Notas                 |
| ------- | ------ | ------------------- | -------------------------------- | ----------------------------------------- | ---------- | ----- | ----- | -------------------- | --------------------- |
| Derrota | 12-5   | Cole Smith          | Decisão (unânime)                | UFC Fight Night: Iaquinta vs. Cowboy      | 04/05/2019 | 3     | 5:00  | Ottawa, Ontario      |                       |
| Derrota | 12-4   | Matthew Lopez       | Decisão (unânime)                | UFC 206: Holloway vs. Pettis              | 10/12/2016 | 3     | 5:00  | Toronto, Ontario     |                       |
| Derrota | 12-3   | Renan Barão         | Finalização (triângulo de braço) | UFC Fight Night: Machida vs. Dollaway     | 20/12/2014 | 3     | 3:53  | Barueri              |                       |
| Vitória | 12-2   | Roman Salazar       | Finalização (mata leão)          | UFC Fight Night: MacDonald vs. Saffiedine | 04/10/2014 | 1     | 2:06  | Halifax, Nova Scotia |                       |
| Vitória | 11-2   | Tim Gorman          | Decisão (unânime)                | UFC Fight Night: Bisping vs. Kennedy      | 16/04/2014 | 3     | 5:00  | Quebec City, Quebec  |                       |
| Vitória | 10-2   | Dustin Kimura       | Finalização Técnica (guilhotina) | UFC 165: Jones vs. Gustafsson             | 21/09/2013 | 1     | 4:05  | Toronto, Ontario     | Finalização da Noite. |
| Vitória | 9-2    | Walel Watson        | Finalização (mata leão)          | UFC 152: Jones vs. Belfort                | 22/09/2012 | 1     | 1:09  | Toronto, Ontario     |                       |
| Derrota | 8-2    | Bryan Caraway       | Finalização (mata leão)          | UFC 149: Faber vs. Barão                  | 21/07/2012 | 3     | 1:39  | Calgary, Alberta     | Luta da Noite.        |
| Vitória | 8-1    | David Harris        | Finalização (guilhotina)         | Ringside MMA 12: Daley vs. Fioravanti     | 21/10/2011 | 1     | 2:09  | Montreal, Quebec     |                       |
| Vitória | 7-1    | Rejean Groulx       | Finalização (slam)               | Ringside MMA 10: Cote vs. Starnes         | 09/04/2011 | 3     | 3:47  | Montreal, Quebec     |                       |
| Vitória | 6-1    | Guillaume Lamarche  | Finalização (guilhotina)         | Ringside MMA 6: Rage                      | 10/04/2010 | 1     | 0:52  | Montreal, Quebec     |                       |
| Vitória | 5-1    | Stephane Bernadel   | Finalização (guilhotina)         | Wreck MMA: Fight for the Troops           | 11/12/2009 | 1     | 0:38  | Gatineau, Quebec     |                       |
| Vitória | 4-1    | Jeff Harrison       | Finalização (mata leão)          | W-1 MMA 3: High Voltage                   | 10/10/2009 | 1     | 4:32  | Gatineau, Quebec     |                       |
| Vitória | 3-1    | Eugenio Carpine     | Finalização (mata leão)          | Ringside MMA 1: The Comeback              | 30/05/2009 | 1     | 1:29  | Montreal, Quebec     |                       |
| Derrota | 2-1    | Will Romero         | Decisão (unânime)                | XMMA 7: House of Pain                     | 27/02/2009 | 3     | 5:00  | Montreal, Quebec     |                       |
| Vitória | 2-0    | Gabriel Lavallee    | Finalização (guilhotina)         | XMMA 6: House of Pain                     | 08/11/2008 | 1     | 2:18  | Montreal, Quebec     |                       |
| Vitória | 1-0    | Dimitri Waardenburg | Finalização (guilhotina)         | XMMA 5: It's Crow Time                    | 13/09/2008 | 1     | 2:32  | Montreal, Quebec     |                       |